# زکی (نام)
زکی (به عربی: زكي) نامی عربی برای مردان است که نسخه زنانه آن زکیه (به عربی: زكية) می‌باشد. زکی به معنای پاک، طاهر، پارسا به‌کار می‌رود.

## نام کوچک
- زکی ارسوزی، فعال سیاسی سوری

## نام خانوادگی
- بادو الزاکی